# Кочкурово (Кочкуровский район)
Кочкурово (эрз. Кочкур веле) — село в Республике Мордовия, административный центр Кочкуровского района и Кочкуровского сельского поселения.

## География
Расположено на р. Пырме (Карнай) в 23 км (по прямой) и 28 км (по автодороге) к юго-востоку от Саранска и 12 км от железнодорожной станции Воеводское (на линии Рузаевка — Инза).
Средняя температура января -11,3°С, июля +19,3°С

## История
Основано в середине XVI в. Название-антропоним: первым поселенцем был мордвин с дохристианским именем Кочкур. В «Списке населённых мест Пензенской губернии» (1869) Кочкурово (Рождественское) — село казённое из 251 двора (1 170 чел.); действовали 1 училище, 4 поташных завода. В 1913 г. — 485 дворов (3 548 чел.); винокуренный завод, церковь, школа, кредитное товарищество, медицинский и ветеринарный пункты, 2 пожарные машины, 3 водяные и 10 ветряных мельниц, 8 маслобоек и просодранок, 3 шерсточесалки, 4 кузницы, 1 трактир, 1 винная и 2 пивные лавки. В 1930-х гг. был создан колхоз «Серп и молот», в 1950-е гг. — укрупненный «Большевик», с конца 1990-х гг. — СХПК «Нива» и ТНВ «Кочкуровское».

## Население
| 1959 | 1970  | 1979  | 1989  | 2002  | 2010  | 2021  |
| ---- | ----- | ----- | ----- | ----- | ----- | ----- |
| 3185 | ↗3603 | ↘3402 | ↗3476 | ↘3259 | ↘3198 | ↘3004 |

Национальный состав — в основном эрзя.

## Инфраструктура
В селе имеются молочный завод, райпромкомбинат, ГП «Кочкурово-Сервис», АТС, ДРСУ «Мордовавтодора», лесничество, ООО «Кочкуровское», ветлечебница, Дом культуры, Дом детского творчества, средняя школа, школа искусств, спортивная школа, детский сад, музей боевого и трудового подвига,  библиотека, магазины, Кочкуровская центральная районная больница, 2 аптеки, ; памятники В. И. Ленину и воинам, погибшим в годы Великой Отечественной войны; церковь Рождества Христова. Выходит газета «Заря». Возле села — курганы срубной культуры бронзового века.

## Люди, связанные с селом
Кочкурово — родина педагога К. Е. Готиной, полного кавалера ордена Славы К. С. Шубникова, 1-го заместителя Председателя Государственного Собрания РМ А. Ф. Занькина, учёных Н. А. Агафоновой, Б. Е. Родина, В. М. Суркова, В. И. Чиндяскина.